# ツィルニトラ
ツィルニトラ（Zirnitra）とは、東ヨーロッパの西スラヴヴェンド地方（今のドイツ連邦共和国ブランデンブルク州、メクレンブルク＝フォアポンメルン州）の伝説に登場するとされていた黒いドラゴンで、魔法の神でもあった。ジルニトラとも呼ばれる。「Zir」と言う場合もあるとされた。由来は、ヴェンド人が侵略してくるサクソン人と戦ったとき、ツィルニトラ旗が軍旗として使われた場面と言われていた。そこから派生し「魔術的な力が与えられた者」という意味にもなった、と論じられていた。しかし、これらの文献および発掘は捏造だった。

## プリルヴィッツの偶像
ツィルニトラは「プリルヴィッツの偶像」（Prillwitz idols）の1つである。18世紀に発見されたツィルニトラをはじめとするこれらの偶像は地元の鍛冶屋らがねつ造したものであると19世紀末ごろに真贋論争の決着がついた。ツィルニトラは蛇型の偶像で「発見」された。

## 資料
- Bernhard Severin Ingemann（ベアンハード・セヴェリン・インゲマン(1789 -1862)）著、‘Grundtræk til En Nord-Slavisk og Vendisk Gudelære.’ 出版者：Schultz, 出版地：コペンハーゲン, 1824. OCLC（Online Computer Library Center）番号：474108322

- Andreas Gottlieb Masch、Daniel Woge共著、‘Die gottesdienstlichen Alterthümer der Obotriten, aus dem Tempel zu Rhetra, am Tollenzer-See ’出版者：Rellstab, 1771.